# Камыш (приток Весляны)
Камыш — река в России, протекает по территории северной части Гайнского района Пермского края. Правый приток реки Весляны. Длина реки составляет 10 км. Впадает в Весляну справа на высоте 167 м над уровнем моря, в 225 км от устья.

Берёт начало в 12 км северо-восточнее села Чабис, на высоте ≈209 м над уровнем моря близ границы с Республикой Коми. Протекает в основном в юго-восточном направлении. Населённых пунктов на реке нет.

## Данные водного реестра
По данным государственного водного реестра России относится к Камскому бассейновому округу, водохозяйственный участок реки — Кама от истока до водомерного поста у села Бондюг, речной подбассейн реки — бассейны притоков Камы до впадения Белой. Речной бассейн реки — Кама.
Код объекта в государственном водном реестре — 10010100112111100001488.